# Discalma subumbrata
Discalma subumbrata là một loài bướm đêm trong họ Geometridae.